# Howard Gardner
Howard Earl Gardner (sinh ngày 11 tháng 7 năm 1943) là một nhà tâm lý học phát triển người Mỹ và là giáo sư nghiên cứu về nhận thức và giáo dục của John H. và Elisabeth A. Hobbs tại trường Đại học Giáo dục Harvard tại Đại học Harvard. Ông hiện là giám đốc cấp cao của Harvard Project Zero, và kể từ năm 1995, ông là đồng giám đốc của The Good Project.
Gardner đã viết hàng trăm bài báo nghiên cứu và ba mươi cuốn sách đã được dịch sang hơn ba mươi ngôn ngữ. Ông nổi tiếng với thuyết đa trí tuệ, như được nêu trong cuốn sách năm 1983 Frames of Mind: The theory of Multiple Intelligences.
Gardner đã nghỉ việc giảng dạy vào năm 2019.

## Đầu đời
Howard Earl Gardner sinh ngày 11 tháng 7 năm 1943 tại Scranton, Pennsylvania, với Ralph Gardner và Hilde (nhũ danh Weilheimer) Gardner, những người nhập cư Do Thái gốc Đức đã trốn khỏi Đức trước Thế chiến II.
Gardner tự mô tả mình là "một đứa trẻ hiếu học, người đã đạt được nhiều niềm vui từ việc chơi đàn piano". Mặc dù Gardner chưa bao giờ trở thành một nghệ sĩ piano chuyên nghiệp, ông đã dạy piano từ năm 1958 đến 1969.
Giáo dục là vô cùng quan trọng trong nhà Gardner. Trong khi cha mẹ ông đã hy vọng rằng ông sẽ theo học tại Học viện Phillips Andover ở Massachusetts, thì Gardner đã chọn tham dự một trường học gần hơn với quê hương của ông ở Pennsylvania, Chủng viện Wyoming. Gardner có khát khao học hỏi và rất xuất sắc trong trường.

## Sự nghiệp
Gardner tốt nghiệp Đại học Harvard năm 1965 với bằng cử nhân về quan hệ xã hội, và theo học dưới giáo sư nổi tiếng Erik Erikson. Sau khi lấy bằng Thạc sĩ tại Trường Kinh tế Luân Đôn, ông tiếp tục lấy bằng Tiến sĩ tâm lý học phát triển tại Harvard trong khi làm việc với các nhà tâm lý học Roger Brown và Jerome Bruner, và triết gia Nelson Goodman.
Để có học bổng sau tiến sĩ, Gardner đã làm việc cùng với Norman Geschwind tại Bệnh viện Hành chính Cựu chiến binh Boston và tiếp tục công việc của mình ở đó thêm 20 năm nữa. Gardner bắt đầu giảng dạy tại Trường Đại học Giáo dục Harvard vào năm 1986. Từ năm 1995, phần lớn công việc của ông tập trung vào The GoodWork Project, giờ là một phần của một sáng kiến lớn hơn được gọi là The Good Project khuyến khích sự xuất sắc, đạo đức và tham gia vào công việc, cuộc sống kĩ thuật số, và hơn thế nữa.
Năm 2000, Gardner, Kurt Fischer và các đồng nghiệp của họ tại Trường Đại học Giáo dục Harvard đã thành lập chương trình học thạc sĩ về Tâm trí, Não bộ và Giáo dục. Chương trình này được cho là lần đầu tiên của loại hình này trên khắp thế giới. Nhiều trường đại học ở cả Hoa Kỳ và nước ngoài đã phát triển các chương trình tương tự. Bốn năm sau, năm 2004, Gardner tiếp tục viết về trí tuệ và trí não và xuất bản Changing Minds: The Art and Science of Changing Our Own and Other People's Minds, một cuốn sách về bảy hình thức thay đổi tâm trí.

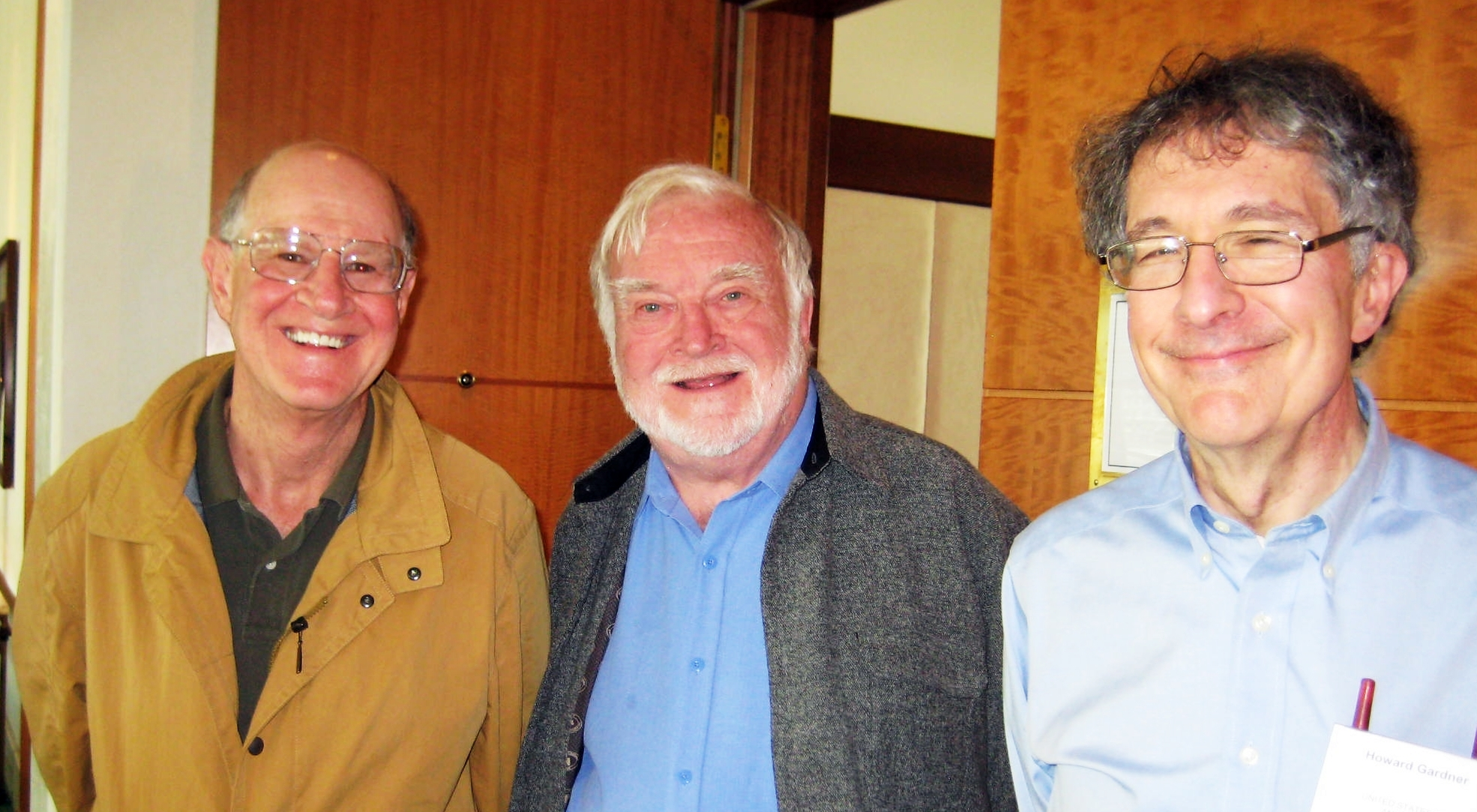
Những người sáng lập The Good Project: William Damon, Mihaly Csikszentmihalyi, and Gardner

Gardner đã nghỉ việc giảng dạy vào năm 2019.

## Lý thuyết và Lời phê bình
Theo Thuyết đa trí tuệ của Gardner, con người có nhiều cách xử lý thông tin khác nhau và những cách này tương đối độc lập với nhau. Lý thuyết này là một bài phê bình về lý thuyết thông minh tiêu chuẩn, trong đó nhấn mạnh mối tương quan giữa các khả năng, cũng như các biện pháp truyền thống như các bài kiểm tra IQ thường chỉ tính đến khả năng ngôn ngữ, logic và không gian. Từ năm 1999, Gardner đã xác định được tám loại trí thông minh: ngôn ngữ, logic -toán học, âm nhạc, không gian, cơ thể / vận động, tương tác – giao tiếp, nội tâm và tự nhiên. Gardner và các đồng nghiệp cũng đã xem xét hai loại trí thông minh bổ sung, triết học và sư phạm. Nhiều giáo viên, nhà quản lý trường học và các nhà giáo dục đặc biệt đã được truyền cảm hứng từ lý thuyết đa trí tuệ của Gardner vì nó cho phép ý tưởng rằng có nhiều hơn một cách để xác định trí tuệ của một người.
Định nghĩa về trí thông minh của Gardner đã gặp phải một số chỉ trích trong giới giáo dục cũng như trong lĩnh vực tâm lý học. Có lẽ phê bình mạnh mẽ và lâu dài nhất về lý thuyết đa trí tuệ của ông là về việc thiếu bằng chứng thực nghiệm, phần lớn chỉ ra một cấu trúc thông minh duy nhất gọi là "g". Gardner trả lời rằng lý thuyết của ông hoàn toàn dựa trên bằng chứng áp dụng trái ngược với bằng chứng thực nghiệm, vì ông không tin bằng chứng thực nghiệm là phù hợp cho một tổng hợp lý thuyết.
Lý thuyết đa trí tuệ của Gardner có thể được coi là cả một sự khởi đầu và tiếp nối công trình của thế kỷ trước về chủ đề trí thông minh của con người. Các nhà tâm lý học nổi bật khác có đóng góp phát triển hoặc mở rộng lĩnh vực nghiên cứu bao gồm Charles Spearman, Louis Thurstone, Edward Thorndike và Robert Sternberg.
Năm 1967, Giáo sư Nelson Goodman bắt đầu một chương trình giáo dục có tên Project Zero tại Trường Đại học Giáo dục Harvard, bắt đầu với trọng tâm là giáo dục nghệ thuật và bây giờ trải dài trên nhiều lĩnh vực giáo dục. Howard Gardner và David Perkins đã sáng lập Trợ lý nghiên cứu và sau đó là Đồng Lãnh đạo Project Zero từ năm 1972-2000. Nhiệm vụ của Project Zero là hiểu và tăng cường học tập, suy nghĩ và sáng tạo trong nghệ thuật, cũng như các ngành khoa học và nhân văn ở cấp độ cá nhân và tổ chức.
Trong gần hai thập kỷ, cùng sự hợp tác với William Damon, Mihaly Csikszentmihalyi và một số đồng nghiệp khác, Gardner đã chỉ đạo nghiên cứu tại The Good Project về bản chất tự nhiên của công việc tốt, chơi tốt và sự cộng tác tốt. Mục tiêu nghiên cứu của ông là xác định ý nghĩa của việc đạt được công việc xuất sắc ngay lập tức, hấp dẫn và được thực hiện một cách có đạo đức. Với các đồng nghiệp Lynn Barendsen, Wendy Fischman và Carrie James, Gardner đã phát triển các bộ công cụ ngoại khóa về các chủ đề này để sử dụng trong giới giáo dục và chuyên nghiệp.

## Thành tựu và giải thưởng
Năm 1981, Gardner nhận Giải thưởng MacArthur Fellows. Năm 1990, ông trở thành người Mỹ đầu tiên nhận được Giải thưởng Grawemeyer về giáo dục của Đại học Louisville. Năm 1985, Giải thưởng Tâm lý học Quốc gia xuất sắc về Truyền thông, đã trao cho Gardner giải thưởng sách về Frames of Mind: The Theory of Multiple Intelligences, được xuất bản bởi Basic Book. Năm 1987, ông nhận được giải thưởng William James từ Hiệp hội Tâm lý học Hoa Kỳ. Năm 2000, ông nhận được học bổng từ Quỹ tưởng niệm John S. Guggenheim. Bốn năm sau, ông được vinh danh là Giáo sư danh dự tại Đại học Sư phạm Hoa Đông ở Thượng Hải. Trong những năm 2005 và 2008, ông được các tạp chí Foreign Policy và tạp chí Triển vọng chọn là một trong 100 trí thức công cộng có ảnh hưởng nhất trên thế giới. Năm 2011, ông đã giành Giải thưởng Hoàng tử xứ Asturias về Khoa học xã hội nhờ phát triển lý thuyết đa trí tuệ. Năm 2015, ông nhận được giải thưởng Brock về giáo dục. Ông đã được bầu làm thành viên của Viện Hàn lâm Khoa học và Nghệ thuật Hoa Kỳ, American Philosophical Society, Hiệp hội Hoàng gia RSA, và ông còn làm việc trong một số hội đồng, bao gồm Bảo tàng Nghệ thuật Hiện đại và American Philosophical Society.
Ông đã nhận được 31 bằng danh dự từ các trường cao đẳng và đại học trên khắp thế giới, bao gồm các tổ chức ở Bulgaria, Canada, Chile, Hy Lạp, Hồng Kông, Ireland, Israel, Ý, Hàn Quốc và Tây Ban Nha.

## Đời sống cá nhân
Howard Gardner đã kết hôn với Ellen Winner (Giáo sư Tâm lý học tại Đại học Boston). Họ có một đứa con tên là Benjamin. Gardner có ba đứa con từ một cuộc hôn nhân trước đó: Kerith (1969), Jay (1971) và Andrew (1976); và năm đứa cháu: Oscar (2005), Agnes (2011), Olivia (2015), Faye Marguerite (2016) và August Pierre (2019).